# Дрюель
Дрюе́ль (фр. Druelle) — колишній муніципалітет у Франції, у регіоні Окситанія, департамент Аверон. Населення — 1996 осіб (2011).
Муніципалітет був розташований на відстані близько 510 км на південь від Парижа, 120 км на північний схід від Тулузи, 7 км на захід від Родеза.

## Історія
До 2015 року муніципалітет перебував у складі регіону Південь-Піренеї. Від 1 січня 2016 року належав до нового об'єднаного регіону Окситанія.
1-1-2017 Дрюель і Бальсак було об'єднано в новий муніципалітет Дрюель-Бальсак.

## Демографія
Динаміка населення (INSEE ):
Розподіл населення за віком та статтю (2006):
| Стать | Всього | До 15 років | 15-24 | 25-44 | 45-64 | 65-85 | Понад 85 |
| --- | ------ | ----------- | ----- | ----- | ----- | ----- | -------- |
| Чоловіки | 972    | 220         | 75    | 303   | 263   | 107   | 4        |
| Жінки | 955    | 225         | 48    | 315   | 244   | 107   | 16       |
| \| Статево-вікова піраміда \| Статево-вікова піраміда \| Статево-вікова піраміда \| \| ----------------------- \| ----------------------- \| ----------------------- \| \| Чоловіки \| Вік \| Жінки \| \| 4 \| 85 + \| 16 \| \| 20 \| 80-84 \| 20 \| \| 20 \| 75-79 \| 31 \| \| 43 \| 70-74 \| 28 \| \| 24 \| 65-69 \| 28 \| \| 43 \| 60-64 \| 43 \| \| 55 \| 55-59 \| 71 \| \| 55 \| 50-54 \| 63 \| \| 110 \| 45-49 \| 67 \| \| 130 \| 40-44 \| 130 \| \| 102 \| 35-39 \| 71 \| \| 47 \| 30-34 \| 83 \| \| 24 \| 25-29 \| 31 \| \| 16 \| 20-24 \| 20 \| \| 59 \| 15-20 \| 28 \| \| 71 \| 10-14 \| 79 \| \| 90 \| 5-9 \| 71 \| \| 59 \| 0-4 \| 75 \| |        |             |       |       |       |       |          |
| Статево-вікова піраміда |        |             |       |       |       |       |          |
| Чоловіки | Вік    | Жінки       |       |       |       |       |          |
| 4 | 85 +   | 16          |       |       |       |       |          |
| 20 | 80-84  | 20          |       |       |       |       |          |
| 20 | 75-79  | 31          |       |       |       |       |          |
| 43 | 70-74  | 28          |       |       |       |       |          |
| 24 | 65-69  | 28          |       |       |       |       |          |
| 43 | 60-64  | 43          |       |       |       |       |          |
| 55 | 55-59  | 71          |       |       |       |       |          |
| 55 | 50-54  | 63          |       |       |       |       |          |
| 110 | 45-49  | 67          |       |       |       |       |          |
| 130 | 40-44  | 130         |       |       |       |       |          |
| 102 | 35-39  | 71          |       |       |       |       |          |
| 47 | 30-34  | 83          |       |       |       |       |          |
| 24 | 25-29  | 31          |       |       |       |       |          |
| 16 | 20-24  | 20          |       |       |       |       |          |
| 59 | 15-20  | 28          |       |       |       |       |          |
| 71 | 10-14  | 79          |       |       |       |       |          |
| 90 | 5-9    | 71          |       |       |       |       |          |
| 59 | 0-4    | 75          |       |       |       |       |          |

## Економіка
2010 року серед 1311 осіб працездатного віку (15—64 років) 997 були активними, 314 — неактивними (показник активності 76,0%, у 1999 році було 77,0%). З 997 активних мешканців працювали 954 особи (490 чоловіків та 464 жінки), безробітними було 43 (17 чоловіків та 26 жінок). Серед 314 неактивних 131 особа була учнем чи студентом, 139 — пенсіонерами, 44 були неактивними з інших причин.

У 2010 році у муніципалітеті числилось 764 оподатковані домогосподарства, у яких проживали 1986,0 особи, медіана доходів виносила 21 285 євро на одного особоспоживача.